# Jacob Rosenkrantz
Jacob Eriksen Rosenkrantz (født 14. oktober 1567 på Sandviken (Bergen), død 9. juni 1616 i Bergen) var en dansk godsejer, lensmand og diplomat. Han var søn af rigsråden Erik Ottesen Rosenkrantz og Helvig Jacobsdatter Hardenberg. Som 15-årig begyndte han 1582 studier ved universitetet i Rostock. Fem år senere var han i Wittenberg. Samme år er han indskrevet i legistmatriklen i Padua, men 1588 er han igen tilbage i Wittenberg. 1592-1598 tjente han som hofjunker ved det danske hof. I den forbindelse ledsagede han Christian Friis på dennes sendelse til Stockholm i 1595 til dåben af den senere kong Gustav Adolf. Fra 1596-1598 var han skænk. I perioden 1601-1610 sad han som lensmand på Nyborg Slot, hvorefter han skiftede til Hagenskov, som han bestyrede til sin død. Han deltog i flere diplomatiske sendelser til Slesvig, Brandenburg og Sachsen. 
Jacob Rosenkrantz var en rig godsejer. Fra sin forældre havde han herregårdene Arreskov og Kærstrup. Fra sin hustru fik han gårdene Rudbjerggaard og Søllestedgaard. Endelig var han parthaver i flere andre gårde. 
Han blev 17. juli 1599 gift med Pernille Henriksdatter Gyldenstierne (1576-1622). I ægteskabet fødtes 10 børn. 